# 다힐 마이 이상 이카우
《다힐 마이 이상 이카우》(필리핀어: Dahil May Isang Ikaw)는 2009년 방영된 필리핀의 드라마이다.